# At Home with The Dubliners
At Home with The Dubliners er et album af The Dubliners udgivet i 1969.
De medvirkende er Ronnie Drew, Luke Kelly, Barney McKenna, Ciaran Bourke og John Sheahan. Det er det første album The Dubliners producerede med producerne Bill Martin og Phil Coulter. Deres kontrakt med Major Minor Records var ophørt og de havde skrevet ny kontrakt med EMI.
To sjældne sange er at finde på dette album; "Bold Princess Royal" og "The Beggarman". Den første findes kun på dette album, og den anden findes også i boks-sættet The Best of the Original Dubliners.
Albumcoveret forstiller The Dubliners der sidder foran kaminen i baglokalet (kaldet Tap Room) på The Wren's Nest Public House i Dublin.
Albummet blev genudgivet i 1989 under samme navn.

## Spor[2]

### Side Et
1. "God Save Ireland"
2. "Sam Hall"
3. "Scholar/Teetaller"
4. "Dainty Davy"
5. "High Germany"
6. "The Ballad of Persse O'Reilly|Humpty Dumpty"

### Side To
1. "Molly Maguires"
2. "Cuanla"
3. "Lowlands of Holland"
4. "Ragtime Annie"
5. "Greenland Whale Fishery"
6. "Saxon Shilling"